# 綏芬河戰鬥
綏芬河戰鬥發生於1929年7月19日，地點則是在中國松江東境一帶，是中東路事件爆發前的衝突之一。綏芬河戰鬥的交戰雙方，一方為东北军，另一方為苏联红军。

## 參看
- 中東路事件